# Branislav Skladaný
Branislav Skladaný est un joueur slovaque de volley-ball né le 16 novembre 1982 à Nemecká (alors en Tchécoslovaquie). Il mesure 1,85 m et joue passeur. Il est international slovaque.

## Biographie
Son frère Jozef Skladaný est également joueur professionnel de volley-ball.

## Clubs
| Club                   | De        | À         |
| ---------------------- | --------- | --------- |
| ŠK Dubová              | 2002-2003 | 2002-2003 |
| VK Kladno              | 2003-2004 | 2009-2010 |
| TSV Unterhaching       | 2010-2011 | 2012-2013 |
| Nantes Rezé MV         | 2013-2014 | 2015-2016 |
| VC Maaseik             | 2016-2017 | 2016-2017 |
| VK Prievidza           | 2017-2018 | 2017-2018 |
| VK Benátky nad Jizerou | 2018-2019 | ...       |

## Palmarès
- Championnat d'Allemagne
  - Finaliste : 2012
- Championnat de République tchèque (3)
  - Vainqueur : 2004, 2005 2010
  - Finaliste : 2006, 2009
- Coupe d'Allemagne (2)
  - Vainqueur : 2011, 2013
  - Finaliste : 2012
- Coupe de République tchèque (1)
  - Vainqueur : 2004